# Eduardo Dávila Miura
Eduardo Dávila Miura (Sevilla, 5 de marzo de 1974) es un matador de toros de Sevilla, (España). Tomó la alternativa el 10 de abril de 1997 en la plaza de toros de la Real Maestranza de Caballería de Sevilla, ante el toro Oficial, marcado con el número 24 y perteneciente a la ganadería de Jandilla, actuando como padrino de la ceremonia Emilio Muñoz y como testigo Víctor Puerto. Confirmó la alternativa en la plaza de toros de Las Ventas en Madrid, el 6 de junio de 1999, ante el toro Rabietillo perteneciente a la ganadería de los Hermanos Astolfi, actuando como padrino de la ceremonia El Tato y como testigo Javier Vázquez. Durante sus 12 años de torero en activo, ha actuado en unas 400 corridas de toros. Destacan sus triunfos en plazas como Sevilla, dos veces declarado triunfador de la feria y mejor faena, Pamplona, triunfador en los San Fermines en 2003 y 2004, y otros como Bilbao, Gijón, etc.

## Inicios
Sus comienzos se remontan allá por junio de 1995, cuando debuta como novillero en la plaza de toros de Toledo. En el año 1996 tuvo una destacada actuación como novillero, interviniendo en 35 festejos y cortando 37 orejas a lo largo de la temporada. Será al año siguiente, el 10 de abril de 1997, cuando toma la alternativa para convertirse en matador de toros en la plaza de la Real Maestranza de Sevilla. Durante la feria de San Isidro, el 6 de junio de 1999, confirma su alternativa en Madrid, en la Plaza de Toros de Las Ventas.

## Consagración
En el año 2001 se situó en el puesto 22 del escalafón, toreando 36 corridas en la temporada, estoqueando 73 toros y obteniendo como trofeos 42 orejas y 2 rabos. En el 2002 toreó 47 corridas y se situó en el puesto 17.

## Retirada
Se retiró el 12 de octubre de 2006 en la plaza de toros de Sevilla, actuando en aquella ocasión ante toros de Gerardo Ortega, completando el cartel José María Manzanares y Miguel Ángel Perera. En ese momento sorprende mucho su decisión por su juventud y su buen momento profesional. En su despedida cortó 2 orejas y dejó la sensación de que hay torero para rato, pero la decisión ya estaba tomada.

## Reaparición
Tras 8 años retirado sorprende anunciando una reaparición extraordinaria para estoquear la corrida de Miura en la Feria de Sevilla de 2015, celebrando así que la ganadería de su familia cumplía 75 años lidiando de forma ininterrumpida en la Real Maestranza de Sevilla. Nunca antes ningún torero había reaparecido después de tanto tiempo sin torear para hacerlo con una corrida de Miura y en plaza de tanta importancia. Cumplió su objetivo con éxito, cortando una oreja y dando la sensación de que jamás había estado retirado. Fue premiado con la mejor estocada de la feria de Sevilla 2015. 

En el mes de julio de 2016, Dávila Miura decide reaparecer en Pamplona, lidiando toros de Miura junto a Rafael Rubio "Rafaelillo" y Manuel Escribano. Esta tarde logró cortar una oreja, siendo premiado además como la mejor estocada de la feria.
El 12 de octubre del año 2018, reaparece en el tradicional Festival organizado por las Hermandades de Sevilla, organizado ese año por la Hermandad de la Macarena. Acartelado junto a Pepe Luis Vázquez Silva, Francisco Rivera, Morante de la Puebla, José María Manzanares, Andrés Roca Rey y el novillero Manolo Vázquez, Eduardo Dávila Miura fue el triunfador de dicho festival, tras cortarle las dos orejas a un animal de Daniel Ruiz. 
Su última reaparición hasta el momento fue en el mes de julio de 2022, en la Plaza de Toros de Santander, con motivo del 25 aniversario de su alternativa. El cartel estaba compuesto por Dávila Miura, El Juli y Andrés Roca Rey con toros de El Puerto de San Lorenzo, sufriendo Dávila Miura una terrible cornada -por suerte no de gravedad- en el primer toro de la tarde. Tras la cornada, cortó una oreja y, aún herido, salió a matar al segundo de su lote, dando una vuelta al ruedo tras una clamorosa petición no concedida.

## Biografía
Eduardo Dávila Miura nace en Sevilla el 5 de marzo de 1974. Tercero de cuatro hermanos, se cría en el seno de una familia ganadera, hijo de Sancho Dávila y Reyes Miura, es nieto del famoso ganadero Don Eduardo Miura Fernández. La primera vez que toreó tenía tan solo 7 años, fue en la finca Zahariche donde pasta la ganadería de Miura.
Es un apasionado del fútbol y su equipo es el Sevilla F. C. Es también aficionado al Carnaval de Cádiz, ciudad con la que está unido por parte paterna y por la que siente un gran cariño. Pertenece a las hermandades del Amor, San Bernardo y la Macarena, y es el presidente de la Fundación Costaleros para un Cristo Vivo del Padre Leonardo del Castillo.
En 2013 tuvo la oportunidad de ser rey mago en la Cabalgata de 2013, en Sevilla. Tuvo el honor de encarnar al Rey Baltasar, honor que también tuvo su abuelo Don Eduardo Miura 42 años antes.
Al poco tiempo de retirarse comienza a tomar contacto con el mundo de la empresa. Ingeniero Técnico Agrícola de formación, ha sido apoderado de toreros tales como Juan Bautista, Rafaelillo, Rubén Pinar y Luis Bolívar. Colaborador habitual en medios de comunicación, como comentarista de corridas de toros, para la Cadena Ser, Telecinco y RTVE. También ha colaborado en medios escritos como El Correo de Andalucía y El Diario de Sevilla y ha participado como consultor en el proyecto turístico Territorio Toro de la Diputación de Sevilla.
Animado por Juan Antonio Corbalán (exjugador de baloncesto y consultor) empieza a colaborar con la consultora MakeaTeam y desde entonces son muchas las conferencias que ha impartido por toda España, Portugal, Francia en Estados Unidos y Sudamérica. Conferencias de motivación y de gestión de uno mismo para preparar compromisos clave en nuestra vida profesional y alcanzar el éxito; de cómo manejar situaciones que son similares en la carrera de un torero y de cualquier profesional de otro ámbito. En su última conferencia titulada "Dos caminos, tú eliges" Eduardo Dávila Miura va desgranando paso a paso cómo ha sido su preparación para después de 8 años retirado reaparecer en la Feria de Sevilla para torear la siempre temida corrida de Miura y triunfar, caso único en la historia del toreo.
Actualmente es Socio Director del CAPT (Club de Aficionados Prácticos) y Bull Team, proyectos estrechamente ligados al mundo del toro. Estos proyectos surgen de la inquietud de Eduardo Dávila Miura y sus socios Rafael Peralta Revuelta e Ignacio Moreno de Terry por acercar el mundo del toro, de una forma práctica y real, a cualquier persona que quiera vivir esta experiencia.